# Гасдрубал (внук Массиниссы)
Гасдрубал — карфагенский военачальник II века до н. э.

## Биография
Занятая Римом в ходе карфагено-нумидийских конфликтов позиция показала, что пунийцам необходимо срочно определиться с дальнейшим направлением развития, чтобы сохранить само государство. При этом западный сосед стал теперь тем новым фактором, которому ранее в Карфагене не часто уделялось подобное внимание. Согласно замыслу сторонников пронумидийской партии, великий город должен был стать столицей Нумидии и прилегающих к ней африканских земель «без потери ни своей автономности, ни самобытности». Сторонники сближения с Массиниссой могли ссылаться в том числе на то, что создаваемые и развиваемые в его царстве города были по сути финикийскими — это касалось и религии, и культурно-экономического развития. В случае мирного присоединения Карфагена его жители смогли бы занимать в Нумидии военные и политические должности, при этом снизилось бы влияние других иностранцев. По всей видимости, Массинисса одобрительно относился к такому плану.
Гасдрубал родился в браке одной из дочерей Массиниссы с карфагенским аристократом. По мнению французских исследователей Ж. Пикара и К. Пикара, этот союз был заключен до 180 года до н. э., а предположительно — около 170 года до н. э. В начале Третьей Пунической войны, в 149 году до н. э., Гасдрубал стал начальником городского гарнизона, а до этого, по оценке Т. Моммзена, ему было вручено главное командование. Как отметил Ревяко К. А., это обстоятельство стало одной из причин охлаждения отношений между Римом и Массиниссой. В следующем году в осаждённом римской армией Карфагене возобновилась внутриполитическая борьба за власть, уже в рядах «демократической партии». Командовавший внешней армией Гасдрубал Боэтарх, добившийся успехов в столкновениях с подразделениями Манилия, на одном из совещаний Совета внезапно обвинил своего тёзку в том, что он оказывает содействие своему дяде Гулуссе. Находясь в смятенном состоянии духа, внук Массиниссы не смог ответить на эти обвинения и был забит насмерть скамьями другими членами Совета. Его полномочия перешли к Гасдрубалу Боэтарху. По замечанию И. Ш. Шифмана, трагическая гибель внука Массиниссы раскрыла сущность Гасдрубала Боэтарха как интригана и властолюбивого демагога. По мнению Т. Моммзена, в большей степени, чем действия римлян, эти раздоры среди карфагенян помешали им закрепить достигнутые успехи.